# Edie Mirman
Pour les articles homonymes, voir Mirman.
Edie Mirman est une actrice américaine née le 26 juillet 1957 à New York. Elle est spécialisée dans le doublage.

## Filmographie

### Cinéma
- 1979 : Le Château de Cagliostro : Fujiko
- 1983 : Golgo 13 : Laura
- 1983 : Gen d'Hiroshima : la mère
- 1984 : Nausicaä de la vallée du vent : Clarissa MacDougall
- 1985 : Megazone 23 : Tomomi Murashita
- 1985 : Chasseur de vampires D : Lamika
- 1985 : Iczer-One : Aide
- 1986 : Ken le Survivant, le film : une crieuse
- 1986 : Robotech, le film : Kelly Stevens
- 1986 : Intruder : Angela Hendricks
- 1987 : La Cité interdite : Kanako
- 1988 : Mon voisin Totoro : la vieille femme et l'enseignante
- 1989 : Nasty Hunter : Erica
- 1989 : Kiki la petite sorcière : une artiste et Barsa
- 1989 : Crying Freeman 2 : Emu
- 1992 : Ramayana: The Legend of Prince Rama : Sita
- 1993 : Super Dimension Century Orguss 2 : Miran et Sill
- 1994 : Combats de maître 2
- 1995 : Adieu, Nostradamus ! : Fujiko
- 1995 : Tom and Huck : une citoyenne
- 1997 : RocketMan' : un singe
- 1998 : Mulan : voix additionnelles
- 2000 : The Prince of Light : Sita
- 2000 : Digimon, le film : Gatomon et Angewomon
- 2000 : Ping! : une chatte
- 2001 : Espion amateur
- 2001 : Digimon Adventure 02 : Gatomon et Angewomon
- 2001 : Plume, le petit ours polaire : la grand-mère et le Lemming
- 2002 : Le Bossu de Notre-Dame 2
- 2003 : Love Object : une vendeuse
- 2004 : Le Château ambulant
- 2006 : Robotech: The Shadow Chronicles : Maia Sterling
- 2008 : Madagascar 2 : la messagerie vocale
- 2010 : Cyrus : voix additionnelles
- 2010 : Moi, moche et méchant : voix additionnelles
- 2010 : Tron : L'Héritage : la voix de l'ordinateur
- 2011 : La Colline aux coquelicots : Hana Matsuzaki
- 2011 : Kung Fu Panda : Les Secrets des Maîtres : la mère lapin
- 2012 : L'Étrange Pouvoir de Norman : Blithe Hollow Townperson
- 2013 : Epic : La Bataille du royaume secret : Jinn
- 2013 : Le vent se lève : la mère de Jirô
- 2014 : M. Peabody et Sherman : Les Voyages dans le temps : voix additionnelles
- 2014 : Rio 2 : voix additionnelles
- 2016 : L'Âge de glace : Les Lois de l'Univers : voix additionnelles
- 2017 : Baby Boss : Big Boss Baby
- 2021 : The Desperate Hour de Phillip Noyce : la mère d'Amy

### Télévision
- 1970 : New Honeybee Hutch : la reine
- 1980 : Back to the Forest : Joanna
- 1980 : Dracula : Layla et Walla
- 1980 : Edgar le détective cambrioleur : Fujiko Mine (2 épisodes)
- 1985 : Robotech : Miriya et Satori (85 épisodes)
- 1985 : Captain Harlock and the Queen of a Thousand Years : Emeraldas (65 épisodes)
- 1987 : Dinosaucers : Teryx (1 épisode)
- 1988 : Sam suffit : Salesclerk (1 épisode)
- 1988 : Crying Freeman : Emu (2 épisodes)
- 1997 : Spider-Man : Illyena (1 épisode)
- 1998 : Trigun
- 1999-2000 : Digimon : Gatomon, Nefertimon et Angewomon (70 épisodes)
- 2000 : The Big O : voix additionnelles (3 épisodes)

### Jeu vidéo
- 1993 : Star Trek: Judgment Rites : un élève
- 1995 : Terror T.R.A.X.: Track of the Vampire : Officier Allison Walking et Ether
- 1996 : Tiny Toon Adventures: Buster and the Beanstalk
- 1996 : Star Wars: X-Wing vs. TIE Fighter : une pilote rebelle
- 1997 : Star Wars: Masters of Teräs Käsi : Arden Lyn et Mara Jade
- 2001 : Phase Paradox : Nikola Michaux
- 2006 : CSI: 3 Dimensions of Murder : Catherine Willows
- 2007 : Les Experts : Morts programmées : Catherine Willows
- 2009 : Les Experts : Préméditation : Catherine Willows
- 2010 : Les Experts : Complot à Las Vegas : Catherine Willows